# Jules Busschop
Jules-Auguste-Guillaume Busschop (* 10. September 1810 in Paris; † 10. Februar 1896 in Brügge) war ein belgischer Komponist und Dichter.

## Leben und Werk
Jules Busschop wurde als Sohn des Anwaltes François Busschop (1763–1840), der 1798 in Paris zum Richter und 1800 zum Ratsmitglied am Pariser Kassationshof ernannt worden war, und seiner Frau Isabelle-Cécile Breydel (1774–1851) geboren. Jules Busschop nahm bereits in Paris Harmonieunterricht bei dem wenig bekannten Lehrer P.-A. Grandhon. Seine ersten Kompositionen wurden von François-Antoine Habeneck (1781–1849) und Rodolphe Kreutzer (1766–1831) begleitet. 1828 wurde der Vater François Busschop emeritiert. Das Ehepaar Busschop zog mit Sohn Jules Busschop nach Brügge. Busschop setzte dort seine autodidaktischen Studien in Harmonielehre, Kontrapunkt und Musikformlehre fort.
Als Komponist erlangte Jules Busschop zeitweise nationale Berühmtheit. Er wurde als der „Beethoven von Brügge“ bezeichnet. 1883 wurde er korrespondierendes Mitglied der Klasse für Bildende Kunst an der Königlichen Akademie von Belgien. Er war Mitglied der Société des Mélomanes in Gent und wurde Offizier des Leopoldordens. Außerdem wirkte er mehrfach als Jurymitglied des Komponistenpreises Prix de Rome.
Seine patriotische Kantate Le Drapeau Belge („Die belgische Fahne“) wurde 1834 preisgekrönt. Er verfasste zahlreiche Kirchenkompositionen und Chorwerke mit und ohne Orchester. Ein großes Te Deum wurde 1860 in Brüssel erfolgreich aufgeführt. Innerhalb der Brüsseler Concerts nationaux wurden eine Sinfonie in F dur und mehrere Ouvertüren von Jules Busschop aufgeführt. Zudem schrieb er die Oper La toison d’or („Das goldene Vlies“).
Gegen Ende seines Lebens begann Jules Busschop Gedichte zu schreiben. Er veröffentlichte den Gedichtband Miscellanées poétiques (Brüssel 1885).

## Kompositionen
- Le Drapeau Belge („Die belgische Fahne“), Kantate (1834)
- Symphonie für großes Orchester in a-Moll (1836)
- Kantate zur Einweihung der Statue von Simon Stevin in Brügge nach einem Text von Armand Inghels (1846)
- Messe zur Hochzeit von Prinz Leopold mit Marie Henriette (1853)
- Te Deum (1860)
- Memlingkantate zur Einweihung des Denkmals von Hans Memling in Brügge (1871)
- La Toison d’Or („Das goldene Vlies“), lyrisches Drama in drei Akten (1874)
- Zahlreiche Ouvertüren, Werke für Violine und Klavier sowie Vokalwerke einschließlich Messen und Motetten.